# Supersypnoides picta
Supersypnoides picta är en fjärilsart som beskrevs av Butler 1877. Supersypnoides picta ingår i släktet Supersypnoides och familjen nattflyn. Inga underarter finns listade i Catalogue of Life.